# Yandicoogina Mine
Yandicoogina Mine är en gruva i Australien. Den ligger i kommunen East Pilbara och delstaten Western Australia, omkring 1 100 kilometer norr om delstatshuvudstaden Perth.
Trakten runt Yandicoogina Mine är nära nog obefolkad, med mindre än två invånare per kvadratkilometer..
Omgivningarna runt Yandicoogina Mine är i huvudsak ett öppet busklandskap. Genomsnittlig årsnederbörd är 507 millimeter. Den regnigaste månaden är januari, med i genomsnitt 232 mm nederbörd, och den torraste är augusti, med 1 mm nederbörd.